# میدان چهارچراغ

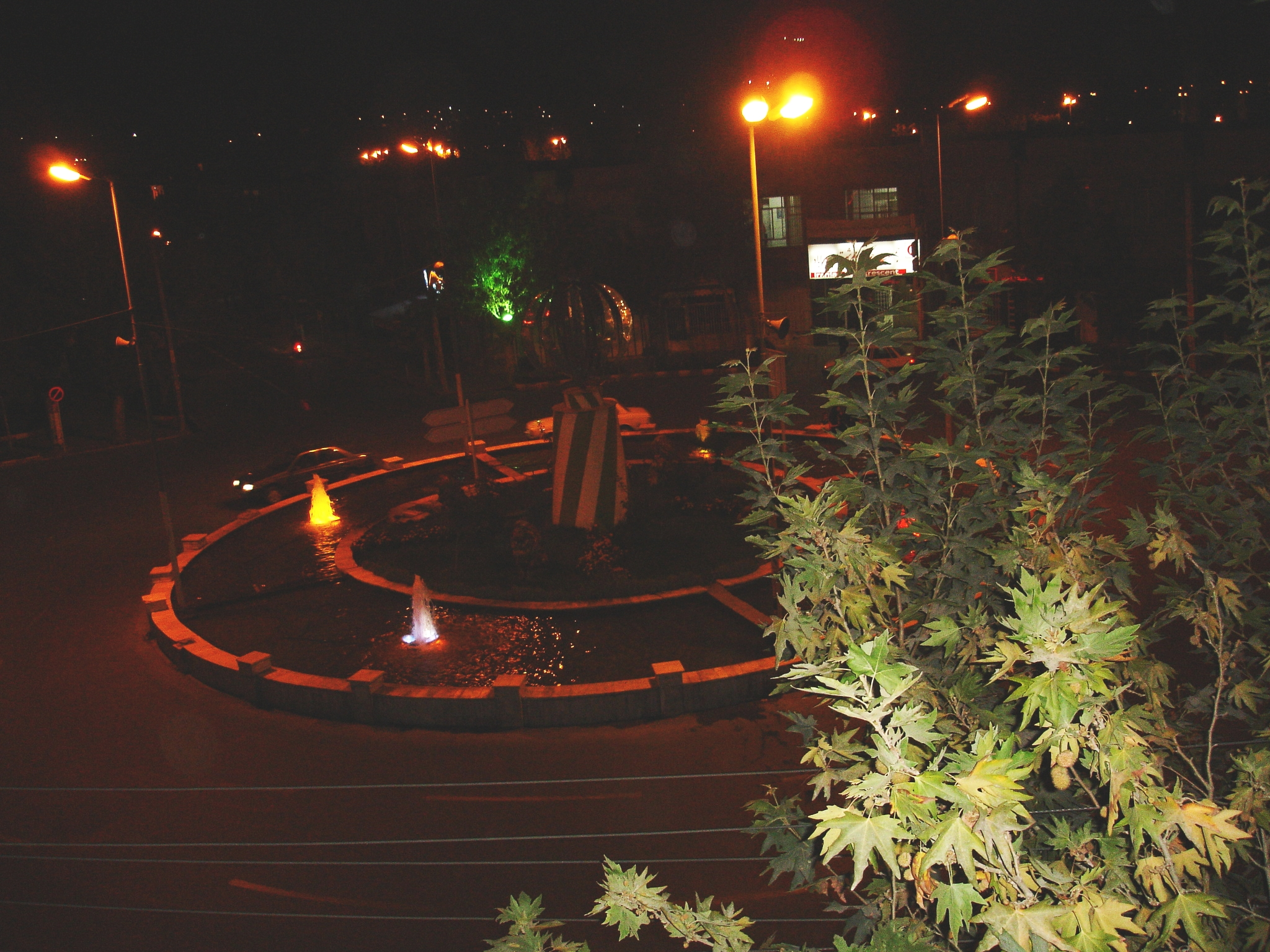
میدان چهارچراغ در شب

میدان چهارچراغ (کردی: چوارچرا، Çar Çir) میدانی عمومی در مرکز شهر مهاباد است  که اکنون به‌طور رسمی میدان شهرداری نامیده می‌شود.

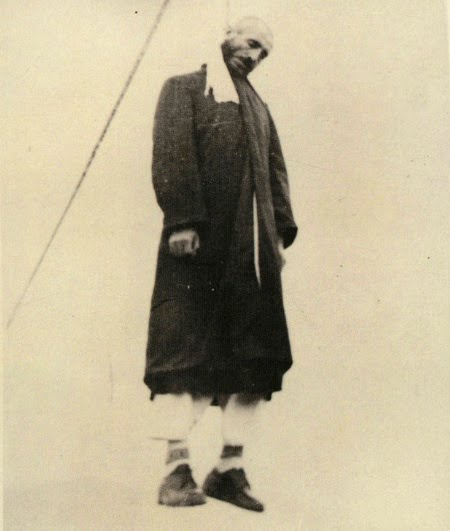
اجرای حکم اعدام قاضی محمد در میدان چهارچراغ مهاباد، ۱۰ فروردین ۱۳۲۶.

در این مکان، دولت شاهنشاهی ایران قاضی محمد  قاضی و سیاستمدار اهل مهاباد که بعد از جنگ جهانی دوم سرکرده حزب دموکرات کردستان ایران و جمهوری مهاباد  بود را در سال ۱۹۴۶ اعدام کرد. پس از بازگرداندن اقتدار ایران و تعقیب عناصر مورد حمایت روسیه در سال ۱۹۴۷، قاضی محمد و دیگر رهبران سیاسی جمهوری مهاباد توسط دولت ایران اعدام شدند.